# Lago Erie
O lago Erie é um dos cinco Grandes Lagos. Com uma área de 25 745 km², o lago Erie é o 13.º maior lago do mundo, em extensão territorial (contando-se o mar Cáspio e o mar de Aral). Limita-se ao norte com a província canadense de Ontário, e ao sul com os Estados americanos de Nova Iorque, Ohio e Pensilvânia. É o mais raso dos cinco Grandes Lagos, com uma profundidade média de apenas 19 metros, e o menos volumoso.

Localização do lago Erie entre os Grandes Lagos.

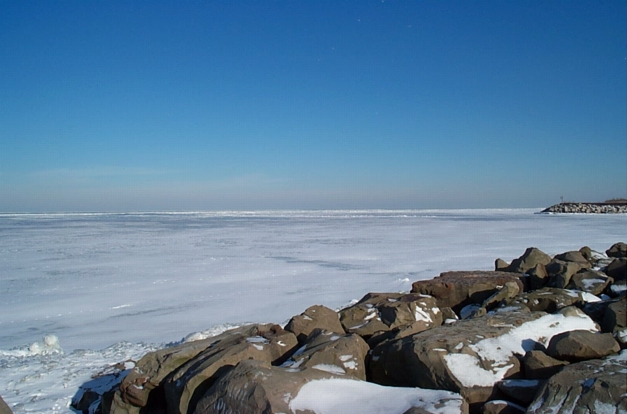
O lago Erie coberto de gelo, em Cleveland.

Grandes cidades localizadas à beira do lago Erie são:
- Buffalo, Nova Iorque
- Cleveland, Ohio
- Erie, Pensilvânia
- Toledo, Ohio

Foi no lago Erie que em 10 de setembro de 1813 se desenrolou a Batalha do Lago Erie, no contexto da Guerra de 1812.

## Ver também

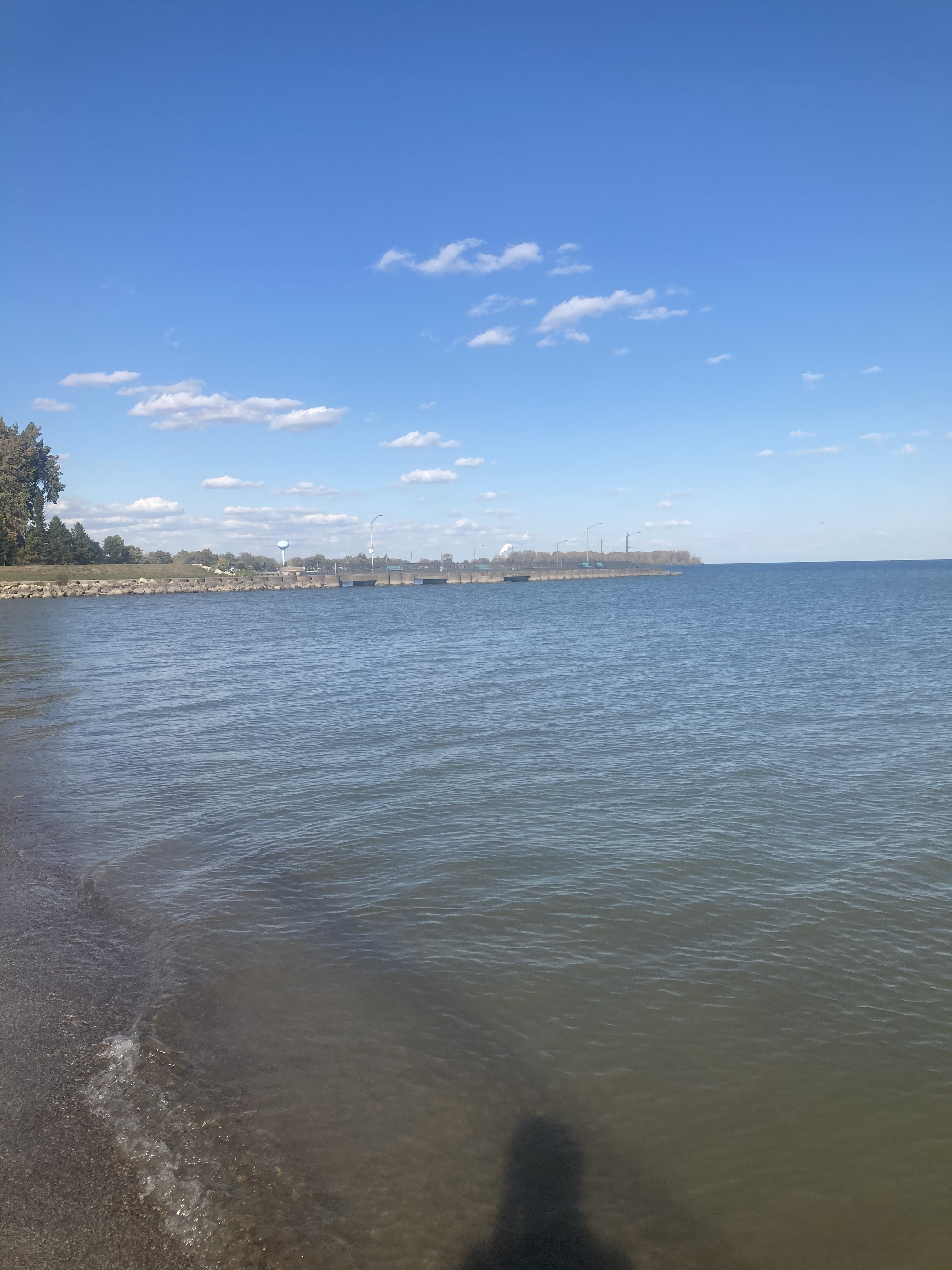
Lago Erie de Luna Pier, Michigan